# جون كريستوفر ديفيس
جون كريستوفر ديفيس (بالإنجليزية: Jon Christopher Davis)‏ هو مغن مؤلف أمريكي، ولد في 27 يونيو 1968.

## وصلات خارجية
- الموقع الرسمي